# Princeton (Texas)
Princeton város az USA Texas államában, Collin megyében. Lakosainak száma 17 027 fő (2020. április 1.).

## Népesség
A település népességének változása:

| 2010 | 6 807  |
| 2020 | 17 027 |